# Erwin Lutz
Pour les articles homonymes, voir Lutz.
Erwin Lutz, né le 30 janvier 1938 à Zurich, est un coureur cycliste suisse, professionnel de 1960 à 1962.

## Palmarès
- 1959
  - Championnat de Zurich amateurs
- 1960
  - 5e étape du Tour de Suisse
  - 3e du championnat de Suisse sur route
  - 7e du Tour de Suisse
- 1961
  - 4e étape du Tour de Tunisie
  - 4e étape du Tour de Romandie

## Résultats sur les grands tours

### Tour d'Italie
1 participation 
- 1962 : abandon